# Família 10mm de calibres
Este artigo lista os cartuchos de armas de fogo que tem calibres de diâmetro entre 10 milímetros (0.39 polegadas) até 10,99 mm (0.43 polegadas). Calibres nessa faixa são de uso limitado em pistolas devido ao usual alto recuo sentido.
Todas as medidas são dadas em milímetros, seguido pelo equivalente em polegadas, entre parênteses.

## Cartuchos de pistolas
| Nome               | Diâmetro do projétil | Tamanho do estojo | Diâmetro do aro | Diâmetro da base | Ombro        | Pescoço           | Tamanho total |
| ------------------ | -------------------- | ----------------- | --------------- | ---------------- | ------------ | ----------------- | ------------- |
| .40 S&W            | 10.16 (.400)         | 21.59 (.850)      |                 | 10.77 (.424)     | N/A          | 10.74 (.423)      | 28.83 (1.135) |
| .40 Super          | 10.16 (.400)         | 25.20 (.992)      |                 | 12.07 (.475)     | N/A          | 10.77 (.424)      | 32.00 (1.260) |
| 10mm Auto          | 10.16 (.400)         | 25.20 (.992)      |                 | 10.80 (.425)     | N/A          | 10.74 (.423)      | 32.00 (1.260) |
| 10mm Magnum        | 10.16 (.400)         | 31.88 (1.255)     |                 | 10.80 (.425)     | N/A          | 10.74 (.423)      | 39.48 (1.555) |
| .400 Corbon        | 10.19 (.401)         | 22.81 (.898)      |                 | 12.0 (.471)      | 11.91 (.469) | 10.74 (.423)      | 30.48 (1.20)  |
| .38-40 Winchester  | 10.2 (.401)          | 33 (1.30)         |                 | 13.2 (.520)      | 11.54 (.454) | 10.6 (.416)       | 40 (1.59)     |
| .41 Action Express | 10.41 (.410)         | 22.10 (0.870)     |                 | 9.97 (0.392)     | N/A          | .434 in (11.0 mm) | 29.21 (1.15)  |
| .44 AMP            | 10.90 (.429)         | 32.97 (1.298)     |                 | 11.94 (.470)     |              | 11.61 (.457)      | 40.77 (1.605) |

## Munições de Revólver
| Nome                    | Diâmetro do projétil | Tamanho do estojo | Diâmetro do aro | Diâmetro da base | Ombro        | Pescoço       | Tamanho total |
| ----------------------- | -------------------- | ----------------- | --------------- | ---------------- | ------------ | ------------- | ------------- |
| .38-40                  | 10.16 (.400)         | 33 (1.30)         | 13.2 (.520)     | 11.8 (.465)      | 11.54 (.454) | 10.6 (.416)   | 40 (1.59)     |
| .41 Short / .41 Rimfire | 10.29 (.405)         | 11.86 (.467)      | 11.89 (.468)    | 10.31 (.406)     | -            | 10.31 (.406)  | 23.19 (.913)  |
| .41 Magnum              | 10.414 (.410)        | 32.76 (1.290)     | 12.90 (.492)    | 11.05 (.434)     | N/A          | 11.02 (.434)  | 40.39 (1.590) |
| 10.4 mm Italian         | 10.72 (.422)         | .89               |                 | -                | -            | .444          | 1.25          |
| 11 mm German Serv       | 10.87 (.428)         | -                 |                 | -                | -            | -             | -             |
| .44 Russian             | 10.90 (.429)         | 24.64 (.970)      | 13.1 (.515)     | 11.6 (.457)      | -            | 11.6 (.457)   | 36 (1.43)     |
| .44 Special             | 10.90 (.429)         | 29.46 (1.160)     | 13.06 (.514)    | 11.61 (.457)     | 11.58 (.456) | 10.99 (.4325) | 41.02 (1.615) |
| .44 Magnum              | 10.90 (.429)         | 32.77 (1.290)     | 13.06 (.514)    | 11.61 (.457)     | 11.58 (.456) | 10.97 (.432)  | 40.89 (1.610) |
| .445 Super Mag          | 10.97 (.432)         | 40.89 (1.610)     | 13.06 (.514)    | 11.61 (.457)     | 11.58 (.456) | 10.97 (.432)  | -             |

## Cartuchos de Fuzil
| Nome                          | Diâmetro do projétil | Tamanho do estojo | Diâmetro do aro | Diâmetro da base | Ombro        | Pescoço      | Tamanho total |
| ----------------------------- | -------------------- | ----------------- | --------------- | ---------------- | ------------ | ------------ | ------------- |
| .40-60 Winchester             | 10.3 (.405)          | 48 (1.89)         |                 |                  |              |              |               |
| .40-72 Winchester             | 10.3 (.406)          | 66 (.260)         |                 | 13.2 (.518)      | -            | 10.9 (.431)  | 80 (3.15)     |
| .401 Winchester Self-Loading  | 10.34 (.4065)        | 38.1 (1.5)        |                 | 11.68 (.490)     | -            | 10.99 (.432) | 50.8 (2.005)  |
| .44 WCF                       | 10.85 (.427)         | 33.27 (1.310)     |                 | 13.33 (.525)     | 11.61 (.457) | 11.25 (.443) | 40.44 (1.592) |
| 10,4×38mm Suíço               | 10.54 (.415)         | 40.6 (1.60)       |                 | 16 (.630)        | 13.2 (.518)  | 11.1 (.437)  | 56 (2.20)     |
| 10,4×47mm Italiano M/70       | 10.4 (.408)          | 47.5 (1.87)       |                 | 16.1 (.634)      | 13.13 (.517) | 11.1 (.437)  | 62.48 (2.46)  |
| .408 Chey Tac                 | 10.4 (.408)          | 77 (3.04)         |                 | 16.3 (.640)      | 15.3 (.601)  | 11.1 (.438)  | 109.4 (4.307) |
| .450/400 3 inch Nitro Express | 10.4 (.411)          | 76 (3.00)         |                 | 15.6 (.613)      | 13.2 (.518)  | 11 (.434)    | 95 (3.75)     |
| .416 Barrett                  | 10.57 (.416)         | 83 (3.27)         |                 | 20.2 (.797)      | 18.6 (.732)  | 11.8 (.465)  | 116.33 (4.58) |
| .416 Remington Magnum         | 10.566 (.416)        | 72.39 (2.850)     |                 | 13.51 (.532)     | 12.37 (.487) | 11.35 (.447) | 91.44 (3.600) |
| .416 Rigby                    | 10.57 (.416)         | 73.66 (2.90)      |                 | 14.88 (.568)     | 13.72 (.540) | 11.33 (.446) | 94.49 (3.720) |
| .416 Ruger                    | 10.6 (.416)          | 65.3 (2.57)       |                 | 13.5 (.532)      | 13.1 (.515)  | 11.28 (.444) | 91.3 (3.595)  |
| .416 Weatherby Magnum         | 10.566 (.416)        | 73.99 (2.913)     |                 | 14.70 (.579)     | 14.25 (.561) | 11.28 (.444) | 95.25 (3.750) |
| .404 Jeffery                  | 10.75 (.422)         | 72.64 (2.86)      |                 | 1.27 (.05)       | 13.21 (.520) | 11.43 (.450) | 89.66 (3.53)  |
| 10.75x68mm Mauser             | 10.75 (.422)         |                   |                 |                  |              |              |               |
| .405 Winchester               | 10.45 (0.411)        | 65.6 (2.583)      |                 | 13.8 (0.543)     | -            | 11.1 (0.436) | 80.6 (3.175)  |
| .444 Marlin                   | 10.922 (.430)        | 56.51 (2.225)     |                 | 13.05 (.514)     | -            | 11.51 (.453) | 65.28 (2.570) |